# John G. Townsend Jr.

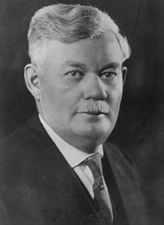

John Gillis Townsend, Jr. (ur. 31 maja 1871, zm. 10 października 1964 w Filadelfii) – amerykański polityk, działacz Partii Republikańskiej, przedsiębiorca.
W latach 1903–1904 zasiadał w Izbie Reprezentantów stanu Delaware. Od 1917 do 1921 pełnił funkcję gubernatora Delaware. W latach 1929–1941 był senatorem ze stanu Delaware.
2 lipca 1890 poślubił Jennie Collins. Para miała siedmioro dzieci.